# Liste des prix littéraires maritimes français
Une quinzaine de prix littéraires concernant le monde maritime sont décernés chaque année en France.
Par ordre alphabétique

## Grand prix de l'Académie de marine

Logo de l’Académie de Marine

Fondée en 1752, supprimée par la Convention et recréée en 1921, l’Académie de marine est dotée d’une véritable charte qui fut modifiée pour la dernière fois en 2005. Ses membres, dont le recrutement a été élargi, sont répartis en six sections. Son champ d'activités s’est accru pour couvrir toutes les activités à caractère maritime. Conformément à ses statuts, lors de sa séance de fin d'année, l'Académie décerne des prix littéraires dont le Grand prix qui récompense « un ouvrage traitant tout sujet intéressant la marine ou la mer, paru au cours de l’année précédente et qui répond à son objectif : faire comprendre et aimer les choses de la mer et en développer le goût dans le public ».
La liste des lauréats :
- 2025 – Cyrille Lougnon, Olivier Levasseur dit La Buse Piraterie et contrebande sur la route des Indes au XVIIIe siècle, Riveneuve éditions

- 2024 – Silvia Marzagalli et Patrick Pentsch, Atlas de la navigation en France à la veille de la révolution, Éditions Presses universitaires de Rennes - Atlas
- 2023 – Félix Torres et Boris Däntzer-Kantof, Les atomes de la mer, Éditions Le Cherche-Midi
- 2022 – Pas de Grand prix attribué en 2022
- 2021 – Le Vendée Globe, Alain Leboeuf, président de la SAEM Vendée et du Conseil Départemental de Vendée, Mme Laura Le Goff, directrice générale de la SAEM et M. Jacques Caraës, directeur de la course

- 2020 –   Géraldine Barron, Edmond Pâris et l'art naval - Des pirogues aux cuirassés, Presses universitaires du Midi
- 2019 –   Bernard Lavallé, Pacifique - À la croisée des empires, Éditions Vendémiaire
- 2018 –   Gérard Le Bouëdec et Christophe Cérino, Lorient, ville portuaire. Une nouvelle histoire des origines à nos jours, Presses universitaires de Rennes
- 2017 –   Rémi Monaque, Une histoire de la Marine de guerre française, éd. Perrin
- 2016 –  Max Guérout, Tromelin, Mémoire d’une île, CNRS éditions
- 2015 –  Pierre Lévêque, Histoire de la Marine : du Consulat et de l’Empire, Librairie historique Tesseidre
- 2014 –  Gilbert Buti et Philippe Hrodej, Dictionnaire des corsaires et des pirates, CNRS éditions
- 2013 –  H. Richard et E. Vagnon, L'Âge d’or des cartes marines – Quand l’Europe découvrait le monde, éditions du Seuil
- 2012 –  Hervé Baudu, Traité de manœuvre
- 2011 –  Alain Quella-Villéger et Bruno Vercier, Loti dessinateur, éd. Bleu autour
- 2010 –  Irène Frain, Les Naufragés de l'île Tromelin, éditions Michel Lafon
- 2009 –  Roman Petroff, Marin Marie 1901-1987 - Un siècle d’aventures maritimes, éd. Ancre de marine
- 2008 –  Olivier Chapuis, Histoire de la cartographie marine et terrestre du littoral, éd. Chasse-marée
- 2007 –  Jean-Christophe Fichou et Francis Dreyer, L’Histoire de tous les phares de France, éd. Ouest-France
- 2006 –  Jean-Michel Guhl, Le Porte-avions Charles de Gaulle et son groupe aérien embarqué (tome 3 d'une série consacrée à ce porte-avions), éditions S.P.E. Barthélémy
- 2005 –  Martin Motte, Une éducation géostratégique. La pensée navale française, de la jeune école à 1914, éd. Économica
- 2004 –  Marc Soviche, 30 ans à la mer - du sextant au GPS, éditions Alan Sutton
- 2003 –  Bernard Cassagnou, Les Grandes Mutations de la marine marchande française (1945-1995), thèse éditée par le Comité pour l'histoire économique et financière de la France
- 2002 –  Jean-Christophe Rufin, Rouge Brésil, éditions Gallimard
- 1998 – Pierre Paul Louis Miquel et Eugène Isabey, 1803-1886 - La Marine au XIXe siècle

## Prix Albatros
Pendant vingt ans l’association des grands voyageurs Sail The World dédiée aux échanges entre navigateurs a accueilli la commission de lecture de livres de mer et son prix Albatros. À bord des bateaux de nombreux livres circulent, des «classiques» incontournables et très présents et d’autres trouvés çà et là. Les livres sont souvent le point de départ du rêve ou de l’aventure, d’un voyage. Des livres sur la mer, les bateaux et les marins sont édités régulièrement, qu’ils soient récits historiques, récits de voyages vécus, livres techniques, romans…  En 2003 naît donc la commission « Livres De Mer » qui remet chaque année le Prix Albatros après délibération en octobre dans un port où la Société nationale de sauvetage en mer (SNSM) est présente, et ce jusqu'au prix délivré en 2023.
En 2024, la commission Livres De Mer et son Prix Albatros sortent de ce partenariat avec STW. 
Toutefois l'aventure continue et de nombreuses lectures sont en cours ; le Prix Albatros 2025 se profile comme un livre de grande qualité, à la découverte des ouvrages reçus.
Depuis l'origine, les Lauréats sont :
- 2024 - Arnaud de la Grange - La promesse du large - éditions Gallimard
- 2023 - ex aequo - Grégory Nicolas - Mes sœurs, n'aimez pas les marins - éditions Les Escales
- et              Gérard Petipas - Marin - éditions Arthaud
- 2022 - Michel Izard - Le mystère de l'île aux cochons - éditions Paulsen
- 2021 - Sandrine Pierrefeu - Partir 66° Nord - éditions Glénat
- 2020 - Capucine Trochet - Tara Tari. Mes ailes, ma liberté - éditions Arthaud
- 2019 - Laurent Joffrin - Dans le sillage de l'Invincible Armada - éditions Paulsen
- 2018 -  Anita Conti  -  Le Carnet Viking - éditions Payot
- 2017 – Roberto Soldatini – La musique de la mer – éditions Zeraq
- 2016 – Catherine Poulain – Le Grand Marin – éditions de l'Olivier
- 2015 – Roger Taylor – MingMing au rythme de la houle  – éditions La Découvrance
- 2014 – Alain Kalita et Corinne Viltrouvé – Elle rêve avec moi – éditions Magellan & cie
- 2013 – Jean-Pierre Ledru – Les Enfants du Cap Horn – éditions Cheminances
- 2012 – Alain Jégou – Ne laisse pas la mer t'avaler – éditions des Ragosses
- 2011 – Olivier Le Carrer – Le Rêve d'une île – éditions Glénat
- 2010 – Joël Simon – Indolents compagnons de voyage – éditions Au vent des îles
- 2009 – Dee Caffari – Tout autour du monde – éditions Arthaud
- 2008 – Jacques de Certaines –  Objets de Marins – éditions Ouest-France
- 2007 – Jean-Michel Sauter –Mer des hommes  – éditions Ancre de Marine
- 2006 – Marie et Hervé Nieutin – Histoires de partir
- 2005 – Gildas Flahaut – Je me souviens des hommes – éditions Jalans publications
- 2004 – Pierre Mathiote – Lettres à un jeune navigateur
- 2003 – Jean Cuisenier – Le Périple d'Ulysse

## Grand prix de la mer de l'Association des écrivains de langue française
L’ADELF, association des écrivains de langue française, a été fondée en 1926 et regroupe un millier d’écrivains francophones. Parmi différents prix qu’elle décerne un prix littéraire de la mer a été créé en 1970 pour couronner un ouvrage consacré à la mer. Il a ensuite fusionné en 2012 ou 2013 avec le prix des océans Indien et Pacifique, lui-même issu de la fusion en 1999 du prix de Madagascar (1950), du prix des Mascareignes, des Seychelles et des Comores (1963) et du prix de l'Océanie (1977))
Derniers lauréats :
Grand Prix de la mer
- prix non décerné depuis 2014
- 2014 – Arlette Girault-Fruet, La Non Trubada, La question des îles errantes dans les navigations d'autrefois -  Classiques Garnier.

Prix de la mer
- 2013 – Jean-Yves Barzic - Le Bout du Monde... où tout est possible - La Découvrance[3]
- 2012 – non décerné
- 2011 – Ex aequo Lodewijk Allaert – L'Instinct de la glisse – Transboreal – et Annpôl Kassis – Les Disparues de l'Amphitrite - Janus
- 2010 – Jean-Pierre Ledru – Cap sur le déshonneur de l’Angleterre – La Découvrance
- 2009 – Bernard du Boucheron – Vue mer – Gallimard
- 2008 – Maud Fontenoy – Le Sel de la vie – Arthaud
- 2007 – Catherine Reverzy – Anita Conti 20 000 lieues sur la mer – Odile Jacob
- 2006 – Hubert Mingarelli – Océan Pacifique – Seuil
- 2005 – Hugo Verlomme – L’Eau est là – Lattes

## Prix du Cercle de la mer
Amarré au port de Suffren à Paris, le Cercle de la mer est une association dont l’objet est de développer l’intérêt pour les choses de la mer et les activités qui s’y rapportent. Créé en 1983, son prix littéraire, décerné à l’automne, veut récompenser « la qualité littéraire d’un ouvrage (roman, récit, étude, biographie...) de nature à éveiller l’intérêt et l’attrait pour les choses de la mer ». Depuis 1997 est également primé un album illustré.
Derniers lauréats :
- 2016 – Thierry Montoriol - Le Baiser de la tortue - Gaia
- 2015 – ?
- 2014 – Joël Alessandra - Errance en mer Rouge (bande dessinée) - Casterman
- 2013 – Philippe de Villiers - Le Roman de Charette - Albin Michel
- 2012 – Marc Siguier - Cahier de l’été indien - Jean-Claude Lattès
- 2011 – François Adrien – L'Ombre de Némésis - Privat
- 2010 – Bruno d'Halluin – Jon l’Islandais - Gaîa
- 2009 – Olivier et Cécile de la Rochefoucauld – Les Enfants du large – Cherche Midi
- 2008 – René Moniot-Beaumont – Histoire de la littérature maritime - La Découvrance (mention spéciale)
- 2008 – Xavier de Castro (dir.), Jocelyne Hamon et Luís Filipe Thomaz (préf. Carmen Bernand et Xavier de Castro (nom de plume de Michel Chandeigne), Le voyage de Magellan (1519-1522). La relation d'Antonio Pigafetta et autres témoignages, Paris, Chandeigne, coll. « Magellane », 2008, 1086 p. (ISBN 978-2-915540-57-4)[5].
- 2007 – Bernard Giraudeau - Dames de nage – Metaillé
- 2006 – Isabelle Autissier – Kerguelen – Grasset
- 2005 – Erik Orsenna – Portrait du Gulf Stream - Seuil
- 2004 – Christian Buchet – Une Autre Histoire des océans et de l’homme – Robert Laffont
- 2003 –  Loïc Finaz –  Nous avions accosté à Guayaquil –  La Table Ronde
- 2002 –  Charles Claden  – Au Bout de la remorque  – Seuil
- 2001 –  Rémi Monaque – Latouche-Tréville l’amiral qui défiait Nelson –  S.P.M

## Prix Corail du livre de mer
Décerné dans le cadre du Festival mondial de l’image sous marine de Marseille (d'Antibes Juan-les-Pins jusqu'à 2009), le prix Corail du livre de mer, créé en 1982, récompense  « un ouvrage de langue française, récit ou roman, d’une réelle qualité littéraire et ayant un rapport direct avec la mer ». Sont également décernés un prix du livre d’images sous marines et un prix du meilleur guide sous marin. Ces prix sont attribués durant le festival, fin octobre, début novembre.
Derniers lauréats :
- Prix non attribué depuis 2014
- 2014 – Gabriel Di Domenico - Pirates - Glénat
- 2013 – Michel L'Hour – De l’Archéonaute à l’André Malraux – Actes Sud
- 2012 – Francis Le Guen - Narcoses - Glénat
- 2011 – François Feer – Les Poissons sont indomptables – Le Dilettante
- 2010 – Olivier Bass - La Musique des Kerguelen – La Découvrance[6]
- 2009 – Yann Queffélec - Adieu au Bugaled Breizh - Rocher
- 2008 – ouvrage collectif (association Salomon) - Le Mystère Lapérouse – de Conti
- 2007 – Jean-Jacques Antier - Tempête sur Ar Men – Cité
- 2006 – Jean-Claude Bianco[7] et Philippe Cousin - Le Mystère englouti St Exupéry – Ramsay
- 2005 – Hugo Verlomme – L’Eau est là – Lattes
- 2004 – Tavae Raioaoa – Si loin du monde – Oh Éditions

## Prix Écume de mer
Créé par la Fédération nationale du Mérite maritime et de la Médaille d’honneur des marins (FNMM) en 2007 pour « maintenir le cap littéraire des grands écrivains de mer de langue française », il couronne un « auteur de roman, récit, nouvelles, poésie, biographie, chant, bande dessinée, valorisant avec talent l’humanité maritime »  publié dans les deux ans précédant le congrès annuel de la FNMM. Ce prix est remis en mai lors de ce congrès. – Derniers lauréats :
- 2022 - Patrick Villiers - Des vaisseaux et des hommes - La marine de Louis XV et Louis XVI - éditions Fayard
- 2021 – Sandrine Pierrefeu - Partir 66° Nord - éditions Glénat
- 2020 – Bill François - Éloquence de la sardine - éditions Fayard
- 2019 – Marianne Rötig - Cargo - éditions Gallimard
- 2018 – Fabien Clauw - Pour les trois couleurs - éditions Paulsen
- 2017 – François Morizur  – Mission Buthacus - Kidnapping en eaux troubles  – éd. P de Taillac
- 2016– Luc Corlouër – Le Bosco de Kerpalud - Ramsay
- 2015 – Alain Kalita – Elle rêve avec moi - Magellan et Cie
- 2014 – Jean-Marie Gilory – Songeries d'un rêveur solitaire - éd. La Batellerie
- 2013 – Olivier Bass – L’homme de Marmara – La Découvrance
- 2012 – Jean Chatard - Les Marins, chants des équipages - La Découvrance
- 2011 – François Adrien - L'Ombre de Némésis - Privat
- 2010 – Olivier Bass – La Musique des Kerguelen -  La Découvrance, mention spéciale du jury décerné à Olivier Merbau pour Fils de la terre
- 2009 – Michel Bougeard – Le Damné de Pennou Pell –  La Découvrance
- 2008 – Jean-Marc Soyez – La Ramandeuse – de Borée
- 2007 – Laurent Maréchaux – Le Fils du dragon – Le Dilettante

## Prix Encre Marine
Créé en 1991 à l’initiative du Préfet maritime de la Région Méditerranée — et seul pris remis par la Marine nationale —, il est destiné à primer « un auteur français ou francophone, ayant publié dans l’année un ouvrage mettant particulièrement en valeur les thèmes de la mer et du monde maritime civil ou militaire ». Ce prix est remis en novembre à l’occasion du salon du livre de Toulon.
Derniers lauréats :
- 2022  –  Frédéric Brunnquell – Hommes des tempêtes [9]

- 2021  –  Christophe Migeon – Mauvaise étoile[10]
- 2020  –  ?
- 2019  –  Bruno d'Halluin  –  Juste le Tour du monde, éditions Gaia[11]
- 2018  –  Jean-Paul Mari – En dérivant avec Ulysse[8]  – éditions Jean-Claude Lattes
- 2017  –  Ian Mc Guire – Dans les eaux du Grand Nord – éd. 10/18
- 2016 – Annick Geille - Rien que la mer - éditions de la Grande Ourse[12].
- 2015 – Sylvain Coher - Nord, nord-ouest - Actes Sud
- 2014 – Alain Hervé - Promesse d'îles - Arthaud
- 2013 – Éric Simard - Le cycle des destins Aylin et Siam - éditions Syros
- 2012 – ouvrage collectif[13] - Zeraq, la mer sur le vif - éd.l'Élocoquent
- 2011 – Lydia Gaborit-Commard – La Mémoire de la mer – Albin Michel
- 2010 – Marie-Isabelle Merle des Isles -  Les Compagnons du Pourquoi Pas – Paulsen
- 2009 – Gilles Lapouge – La Légende de la géographie – Albin Michel
- 2008 – Isabelle Autissier et Lionel Daudet – Versant Océan – Grasset
- 2007 – Gaëlle Nohant – L’Ancre des rêves – Laffont
- 2006 – Laurent Mérer – Alindien – le Télégramme
- 2005 – Érik Emptaz – La Malédiction de la Méduse – Grasset
- 2004 – Patrick Poivre d'Arvor et Olivier Poivre d'Arvor - Pirates et Corsaires - Menges
- 2003 – Pierre Schoendoerffer - L’Aile du Papillon - Grasset
- 2002 – Bernard Giraudeau - Le Marin à l'ancre - Métailié

## Prix Éric Tabarly du meilleur livre de mer
Créé en 1981, le prix littéraire de l’Association des anciens élèves de l’École navale, visait à encourager parmi ses membres la production d’ouvrages littéraires. Rebaptisé Prix Éric Tabarly en 2009, il est maintenant ouvert à tous les ouvrages valorisant la mer.
Derniers lauréats :
- 2024 - Gonzague Aizier - Après la tourmente : sur les traces de James Norman Hill au-delà des révoltés de la Bounty - Ura éditions[15]

- 2021 - Dominique le Brun - Les Pôles : une aventure française - éditions Tallandier
- 2020 - François Dupont - Commandant de sous-marins : du Terrible au Triomphant, la vie secrète des sous-marins - éditions Autrement[16]
- 2019 - Laurent Joffrin - Dans le sillage de l’Invincible Armada - éditions Paulsen[17]
- 2018 - Julien Decoin - Soudain le large - Editions du Seuil[18]
- 2017  –  Thibaut Delort-Laval – Cargo noir – Ancre de marine
- 2016 – Daphné Victor et Stéphane Dugast - Paul-Émile Victor - J'ai toujours vécu demain - Robert Laffont
- 2015 – Yves Marre - Navigateur solidaire - Isabelle Le Goff éditions
- 2014 – Alain Jaubert - Au bord de la mer violette -Gallimard
- 2013 – François Bellec - L'Arbre de nuit - Éditions Jean-Claude Lattès[19]
- 2012 – Élise Dürr, Collectif[13] - Zeraq : La mer sur le vif - L'Elocoquent
- 2011 – Emmanuel Desclèves – Le Peuple de l’Océan – L’Harmattan
- 2010 –
- 2009 – Isabelle Autissier – Seule la mer s’en souviendra – Grasset
- 2008 – Olivier de Kersauson – Ocean’songs – Cherche Midi
- 2007 – Norbert Murie – Octave Morillot : peintre de la Polynésie – ACR
- 2006 – Laurent Mérer – Alindien – Le Télégramme
- 2005 – Luc de Rancourt de Mimerand   - décerné pour l'ensemble de son œuvre
- 2005 – Bernard Klotz - Enfer au Paradis - Ardhan
- 2004 – Bertrand de La Roncière -  La reine Pomaré : Tahiti et l'Occident 1812-1877 - L'Harmattan (et mention spéciale à Bernard Prézelin - Flottes de combat - Ouest-France)
- 2003 – Rémi Monaque - Latouche-Tréville, 1745-1804 : l'amiral qui défiait Nelson - SPM
- 2002 – Hubert Granier - décerné pour l'ensemble de son œuvre

## Prix de la FNAAM
La Fédération nationale des associations d'accueil de marins (FNAAM) a décidé en 2016 d'attribuer un prix tous les deux ans lors de son congrès un prix à un ouvrage faisant connaitre la vie et le métier de marin.
- 2016 – Renaud de Boissieu et Roland Doriol - Marins, Lettres de mer & paroles de terre - Marine éditions

## Prix Gens de mer
Créé en 1996, à l’initiative de la Droguerie de marine dans le cadre du festival Étonnants voyageurs de Saint-Malo, le prix Faubert de Coton était alors attribué, « à l’auteur d’un ouvrage de vulgarisation maritime ; qui soit un livre à la fois technique, didactique, et agréable à lire pour le plus large public » par un jury composé de personnalités du monde maritime, littéraire et journalistique. Le premier prix fut remis lors de l'édition 1996 du festival Étonnants Voyageurs. Un second fut remis à bord du ferry Bretagne à Portsmouth à l'automne 1997. Un faubert est dans l'ancien vocabulaire de marine « un faisceau de fils de caret qui, lié à un manche ou à une erse en filin, sert à laver ou à sécher les diverses parties d’un bâtiment, ce qui s’appelle fauberter, fauberder ou essarder. Le faubert de coton est également le symbole de La Droguerie de Marine.
Ce prix renait en 2005, toujours dans le cadre d'Étonnants Voyageurs et récompense désormais  « un auteur ou traducteur contemporain d’un roman, récit, étude ou document récent ayant un caractère maritime ». Le prix veut valoriser « les différents aspects de la littérature liée à la mer ». Il est remis en mai lors du festival. Particularité les débats du jury sont public, et l'audience peut poser des questions et faire des remarques pendant les délibérations. En 2006, le prix est renommé prix des Gens de mer.
Derniers lauréats :
- 2021  - Bergsveinn Birgisson  - Du Temps qu’il fait - éditions Gaia (remis exceptionnellement au Salon nautique international de Paris, le festival ne s'étant pas tenu non plus en 2021, concouraient la sélection de livres de 2020 et celle de 2021)[22]
- 2020 - non attribué (pour cause de pandémie de Covid-19, le festival Étonnants voyageurs ne s'est pas tenu.)
- 2019 - collectif (coordonné par Benoît Heimermann) - 100 marins : 100 portraits de marins célébrés par 100 auteurs - éditions Paulsen[23]
- 2018  -  David Fauquemberg - Bluff - Stock
- 2017  –  Ian Mc Guire – Dans les eaux du Grand Nord – éd. 10/18
- 2016 – Catherine Poulain - Le Grand Marin- éditions de l'Olivier.
- 2015 – Nicolas Cavaillès - Pourquoi le saut des baleines - éditions du Sonneur
- 2014 – Christophe Chaboute - Moby Dick Tome 1 (bande dessinée)- Vent d'ouest
- 2013 – Franck Lestringant – Cosmographie universelle de Guillaume Le Testu - Arthaud
- 2012 – Jean Rolin - pour l’ensemble de son œuvre littéraire à caractère maritime
- 2011 – Dominique Fortier - Du bon usage des étoiles – La table ronde
- 2010 – Carsten Jensen – Nous les noyés - Libella
- 2009 – Kersten Lund – Le Marin américain – Gaïa
- 2008 – Benjamin Guerif – Les Naufragés du Rost – Rivage
- 2007 – Herman Melville et Philippe Jaworski – Moby Dick – Pléiade
- 2006 – Isabelle Autissier – Kerguelen – Grasset
- 2005 – Redmond O'Hanlon – Atlantique Nord - Hoëbeke

Prix Faubert de Coton 
- 1997 – Dava Sobel  - Longitude - Lattès[20]
- 1996 – Dominique Ehrard - Six Phares à découper - Ouest-France[20]

## Prix Livre et Mer
En 1985 est créé le Grand prix du livre maritime qui devient en 1992, prix Henri Queffélec avant d'être renommé Prix Livre & Mer Henri Queffélec en 2003 
Il couronne le « meilleur roman français ou étranger donnant envie de découvrir la mer »
Le festival accorde également d'autres prix dont :
- le prix du Beau livre maritime
- le prix Écureuil (bande dessinée)

Ces prix sont attribués en novembre durant le Salon
Derniers lauréats du prix Livre & Mer Henri Queffélec
- 2022 - Michel Izard - Le mystère de l'Ile aux cochons - éditions Paulsen
- 2021 - Cédric Morgan - Les sirènes du Pacifique - éditions Mercure de France
- 2020 - Michel Moutot - L'América - éditions Le Seuil
- 2019 - Jean-Paul Honoré - Pontée - éditions Arlea
- 2018 - David Fauquemberg - Bluff - éditions Stock

- 2017 – Denis Ducroz – N'approchez pas de l'île Dawson – éditions Guérin
- 2016 – Catherine Poulain - Le Grand Marin- éditions de l'Olivier
- 2015 – Christine Montalbetti - Plus rien que les vagues et le vent - éditions POL
- 2014 – Toine Heijmans - En mer - Christian Bourgeois
- 2013 – Roger Taylor – Ming Ming et l’art de la navigation maritime – La Découvrance
- 2012 – Bui Ngoc Tan - La Mer et le martin-pêcheur (trad. de Hà Tây) - Éditions de l'Aube
- 2011 –   Nicolas Grondin – L'Énigme de la Diane, De l'Iroise aux Caraïbes –  Les Nouveaux Auteurs
- 2010 – Isabelle Autissier – Seule la mer se souviendra – Grasset
- 2009 – Claudie Gallay – Les Déferlantes – Rouergue
- 2008 – Alain Jégou – Passe Ouest – Apogée
- 2007 – Hubert Mingarelli – Océan Pacifique – Seuil
- 2006 – Didier Decoin – Avec vue sur mer – NIL
- 2005 – Alain Jaubert - Val Paradis - Gallimard
- 2004 – Pierre Schoendoerffer - L’aile du papillon - Grasset
- 2003 – Björn Larsson - La Sagesse de la Mer - Grasset
- 2002 – pas de prix décerné
- 2001 – Françoise Enguehard - L’île aux chiens - L’Ancre de Marine
- 2000 – Georges Fleury - Le Corsaire Pléville Le Pelley 1726-1805 - Flammarion
- 1999 – Yann Queffélec - Toi, l’horizon - Cercle d’Art
- 1998 – Olivier Frébourg - Port d’attache - Albin-Michel
- 1997 – Hervé Hamon - Besoin de mer - Seuil
- 1996 –  Rachel Leclerc - Les Noces de Sables - Boréal
- 1995 –  Michel Hérubel - La Maison Gelder - Presses de la Cité
- 1994 – Anne-Denes Martin - Les ouvrières de la mer - L'Harmattan
- 1993 – Jean-Paul Kauffmann - L’arche des Kerguelen - Flammarion

## Prix du livre insulaire
Créé en 1998, le salon du livre insulaire, se tient en août à Ouessant et couronne dans différentes catégories (beaux livres, poésie, policier, essai, fiction et jeunesse ) des livres récents écrits en français par des auteurs insulaires ou s’inspirant de la figure réelle ou imaginaire de l’île. Parmi ces prix figure le Grand Prix des îles du Ponant.
Derniers lauréats :
- 2017 –  Louis Brigand – Enez Sun Carnet d’un géographe à l'île de Sein – éd. Dialogues
- 2016 – Collectif - Corse fromages - éd. Albiana
- 2015 – Les Corses et la Grande guerre - éd. Albiana
- 2014 – Bernard Perrou et Didier Houeix - Irlande The West – éd. Locus Solus
- 2013 – Philippe Lutz – Iles grecques, mon amour – Mediapop Ed.
- 2012 – Karla Suárez - La Havane, année zéro, éd. Métaillié
- 2011 – Christian Poslaniec et Bruno Doucey – Outre Mer Trois océans en poésie – éd Doucey
- 2010 – Vincent Guigueno et Valérie Vattier - Le Phare Amédée – Points de vue
- 2009 – Rennie Pecqueux-Barboni –  Costumes de Corse – Albiana
- 2008 – Gerry L'Etang – La Peinture en Martinique – HC Éditions
- 2007 – Jean-Yves Quellec –  Un moine à l’île de Quemenes – Les cahiers de Clérande
- 2006 – Roger Boulay –  Hula hula, pilou pilou, cannibales et vahinés – Chêne
- 2005 – Frankétienne  –  décerné pour l'ensemble de son œuvre
- 2004 – Davertige    Anthologie secrète – Mémoire d'encrier
- 2003 – Miquel Angel Riera –  L'île Flaubert – Fédérop

## Prix Marine Bravo Zulu (ex prix Marine & Océans)
Créé en 1987 par l’Association centrale des officiers de réserve de l’armée de mer (ACORAM), ce prix qui avait pris le nom d’ « Amiral Frémy » en 1996, est devenu en 2009 le Prix Marine puis en 2013 le prix « Marine et Océan ». Depuis 2017, il de dénomme prix « Marine Bravo Zulu » (double pavillon signifiant dans la Marine une manœuvre bien exécutée).
Il vise à couronner un « ouvrage historique, littéraire, scientifique ou technique mettant en valeur le monde maritime militaire ou civil». Il est accompagné d'un prix « album » et d’un prix « bande dessinée ». Il est généralement attribué en novembre.
Derniers lauréats :
- 2017 – Anne Tallec – S’ils sont nos frères – éd. Cent mille milliards
- 2016 – Rémi Monaque - Une histoire de la marine de guerre française - Perrin
- 2015 – Anne Pons - James Cook, le compas et la fleur - Perrin
- 2014 – Philippe Metzger – Pilote de mer - CentMilleMilliards
- 2013 – Alexandra Lapierre – Je te vois reine des quatre parties du monde - Flammarion
- 2012 – Alexandre Sheldon-Duplaix et Peter A. Hutchthausen – Guerre froide et espionnage naval – éd. Nouveau monde
- 2011 – Nadine et Jean-Claude Forestier Blazart – Le Passage du Nord-Ouest – éd. G. Naef
- 2010 – Jean-José Segeric – L’amiral Mahan et la puissance impériale américaine[26],[27] – Marines
- 2009 – Isabelle Autissier – Seule la mer s’en souviendra – Grasset
- 2008 – Claudie Gallay – Les Déferlantes – Rouergue
- 2007 – Patrick Louvier – La Puissance navale et militaire britannique en Méditerranée - S.H.D.
- 2006 – Patrick de Gmeline – Amyot d’Inville: Quatre frères pour la France - Herissey
- 2005 – Hubert Juet - Clipperton, l'île de la Passion -  Theles
- 2004 – Gérard Fauconnier  - Panama : Armand Reclus et le canal des deux océans  -  Atlantica
- 2003 – Christian Buchet et Jean-Yves Nerzic  - Marins et Flibustiers du Roi-Soleil, Carthagène 1697  - PyréGraph
- 2002 – Philippe Masson - La Puissance maritime et navale au XXe siècle - Perrin

## Prix Mémoires de la mer
Créé en 2007 à l'initiative des associations de la Corderie royale et de Hermione-La Fayette, le prix des Mémoires de la Mer encourage historiens, romanciers, dessinateurs ou réalisateurs à raconter et enrichir la connaissance de l’aventure humaine de la mer.
Les Mémoires de la Mer, ce sont celles : de l’homme, de ses aventures héroïques, de ses conquêtes d’hier et d’aujourd’hui, de son extraordinaire biodiversité, aujourd’hui en péril alors que les zones mortes de l’océan ne cessent de s’étendre, d’une source de création inépuisable.
Trois prix sont décernés chaque année : livre, BD et film.
Les jurys recherchent une ouverture originale sur la diversité des pratiques humaines liées à la mer. Pour les livres, une attention spéciale est portée à la mise en perspective historique du propos. Pour les BD et les films, l’originalité dans la mise en forme graphique, visuelle et la scénarisation est déterminante.
Derniers lauréats :
• 2024
Prix du livre – Philippe Claudel – Rature – éditions Stock
Prix de l’essai – Olivier Lascar – Abysse – éditions Alisio
Prix de la BD – Clarisse Crémer – J’y vais mais j’ai peur – éditions Delcourt/Encrages
Prix du film – Nicolas van Ingen – Razzia sur l’Atlantique – Gilles Dufraisse, In Focus et Gump
• 2023
Prix du livre – Aslak Nore – Le Cimetière de la mer – éditions Le bruit du monde
Prix de la BD – Guillaume Tauran – Une vie de gabier à bord de L’Hermione – éditions Paquet
Prix du film – Benjamin Colaux – Austral – Stenola productions
• 2022
Prix du livre : Mariette Navarro – Ultramarins – Quidam éditeur
Prix de la BD – ex-aequo : Franck Bonnet – USS Constitution (tome 3) – éditions Glénat et Vincenzo Balzano – Adlivun – éditions Ankama
Prix du film : Mathilde Jounot – Océans 3, la voix des invisibles – Portfolio productions
• 2021
Prix du livre : Hervé Hamon – Dictionnaire amoureux des îles – éditions Plon
Prix de la BD : Jean-Christophe Deveney, Jean-Sébastien Bordas – Les Naufragés de la Méduse, éditions Casterman
Prix du film : Loïc Jourdain – La Tribu des dieux – Tita B, Prod Lugh films et Dearcan media
• 2020
Prix du livre : Olivier Remaud – Errances – éditions Paulsen
Prix de la BD : Inès Léraud et Pierre van Hove – Algues vertes, l’histoire interdite, éditions Delcourt
Prix du film : Thomas Grand et Moussa Diop – Poisson d’or, poisson africain – Zideoprod
• 2019 – Francis Tabouret – Traversée - POL éditeur
- 2017  – ex-aequo : Thomas Duranteau, Xavier Porteau - Narcisse Pelletier, la vraie histoire du sauvage blanc - Elytis et Claude Sintes, Les Pirates contre Rome - Réalia, Les Belles Lettres
- 2016 – Sylvain Coher - Nord nord ouest - Actes sud
- 2015 – Bruno Fuligni -Tour du Monde des terres oubliées - éd. du Trésor
- 2014 – Guillaume Le Testu – Cosmographie universelle - Arthaud, ministère de la Défense (SGA/DMPA et SHD) et Carnets des Tropiques (réédition de l'ouvrage de 1556).
- 2013 – Romain Bertrand – L'Histoire à parts égales - Récits d’une rencontre Orient Occident - Seuil
- 2012 – Yves Le Corre – L'Ivre de mer - YLC éditions
- 2011 – Alain Borer –  Le Ciel & la carte : Carnet de voyage dans les mers du Sud à bord de La Boudeuse - Seuil
- 2010 – Renaud Morieux – Une mer pour deux royaumes : La Manche, frontière franco-anglaise (XVIIe – XVIIIe siècles) – Presses universitaires de Rennes
- 2008 – Leila Maziane – Salé et ses corsaires (1666-1727) : Un port de course marocain au XVIIe siècle - Presses universitaires de Caen
- 2007 – Anna Enquist -  Le Retour - Actes Sud
- 2006 – Michel L'Hour, Élisabeth Veyrat et Olivier Hulot -La Mer pour mémoire : Archéologie sous-marine des épaves atlantiques - éd. Somogy
- 2005 – Serge Gruzinski - Les Quatre parties du monde - éd. de La Martinière

## Prix Place de Fontenoy
Décerné par l’Association amicale des administrateurs des affaires maritimes ce prix, créé en 1985, récompense un « ouvrage (une œuvre depuis 2008) mettant en relief les activités maritimes et leur interactivité ». Alors nommé prix des Administrateurs des affaires maritimes, il a pris le nom de Prix Place de Fontenoy (où se trouve le ministère de la Marine) en 2008. Il est remis à l’occasion de l’Assemblée générale de l’association ou d’un événement maritime (salon Maritima en 2010, festival du Festival Livre & Mer de Concarneau en 2009).
Derniers lauréats :
- 2017 – Frédéric de Montcamy, Président du Cluster maritime français
- 2016 – Journal Le Marin
- 2015 – Arnaud de Boissieu et Roland Doriol - Marins Lettres de mer et paroles de terre - Marine éditions
- 2014 – Olivier Meriel et Jean-Jacques Lerosier – Les plages d’histoires – éd. Au fil du temps
- 2013 – Atlas des enjeux maritimes - Infomer
- 2012 – Marie Destrée, peintre de Marine
- 2011 – L'Almanach du Marin Breton
- 2010 – Christophe Verdier et Maurice Duron – Quai des sirènes[29] – Marine Éditions et Durand Cormier –  Annuaire des navires de commerce
- 2009 – Patrice Guillotreau – Mare economicum : Enjeux et avenir de la France maritime et littorale – PUR – et Jean-Pierre Duval – Marins pêcheurs de France - Pages
- 2008 – Laurent Mérer – Préfet de la mer – Équateurs
- 2007 – non décerné
- 2006 – non décerné
- 2005 – Dominique Lebrun – En mer avec Henri Landier – Omnibus

## Prix Le Livre du Nautic
Le Prix du Salon nautique Le Point créé en 2002 est devenu en 2008 le prix Livre du Nautic. Organisé par la Fédération des industries nautiques et le Syndicat national de l'édition, il récompense un roman, essai ou beau livre « ayant pour cadre ou sujet l’univers de la mer ». Il est décerné en décembre lors du salon nautique international de Paris.
Derniers lauréats : 
- 2016 – non attribué
- 2015 – Marcel Mochet - Les Pécheurs de l'extrême - éd. du Rocher
- 2014 – Loïc Josse – La morue Voyages et usages - Glénat
- 2013 – Marcel Mochet – Les Pêcheurs de l’extrême - éd? du Rocher
- 2012 – Philip Plisson - Les Marées, éd. du Chêne
- 2011 – Michèle Polak et Alain Dugrand – Trésor des livres de mer - Hoebeke
- 2010 – À l’occasion des 50 ans du salon, le prix est remplacé cette année-là par une sélection de 50 ouvrages maritimes ayant marqué ces années
- 2009 – Pierre Borhan – L’Art de la mer – Arthaud
- 2008 – Jean-Pierre Duval – Marins pêcheurs – Pages
- 2007 – Romain Vergé et Pierre-Emmanuel Chaillon – Océan monde regard austral – Cacrimbo
- 2006 – Jean Raspail – En Canot sur les chemins d’eau du roi – Albin Michel
- 2005 – Bernard Dussol – La dernière aventure de la Calypso : Plongée au cœur de l'héritage Cousteau – Glénat

## Prix Vent du large
Créé en 2007 dans le cadre du Salon du livre de mer de l’île de Noirmoutier. Outre un prix « beau livre de mer » et un prix « bulles de mer », le prix Marc Elder récompense un ouvrage littéraire maritime.
Derniers lauréats :
- pas de prix décerné depuis 2014
- 2013 – Guillaume Dalaudier - Les passagères du Paragon – In octavo Ed.
- 2012 – Pas d'attribution de prix, ni de tenue du salon
- 2011 – Pas d'attribution de prix, ni de tenue du salon
- 2010 – Isabelle Autissier – Seule la mer s’en souviendra – Grasset
- 2009 – Olivier de Kersauson – Ocean’songs – L’Harmattan
- 2008 – Jean Bulot – Capitaine Tempête - éd des Équateurs

## Prix disparu
Le Prix Belem a été créé en 2006 par les écrivains de Marine (fondés en 2003 à l’initiative de Jean-François Deniau, en partenariat avec la marine nationale et rassemblant vingt écrivains, pour « favoriser la propagation et la préservation de la culture et de l’héritage de la mer » ). Ce prix fut décerné à Isabelle Autissier pour  Kerguelen puis en 2007 à Devailly pour Marins et matelots il y a un siècle. Il n’a plus été attribué depuis cette date.
D'autres prix comme le prix Corail du livre de mer, le Grand Prix de la mer de l'Association des écrivains de langue française, le prix Le livre du Nautic et le prix Vent du large n'ont pas été attribués ces dernières années.